# Israel Chamber Orchestra
Das Israel Chamber Orchestra (ICO) wurde 1965 von Gary Bertini gegründet. Neben dem Israel Philharmonic Orchestra (Zubin Mehta) ist es das renommierteste und bedeutendste Orchester Israels. Sitz des Orchesters und Veranstaltungsort jährlicher Konzertserien ist Tel Aviv-Jaffa.

## Künstlerische Leitung
Gründer Gary Bertini war zehn Jahre lang künstlerischer Leiter des Orchesters; ihm folgten unter anderen Luciano Berio, Rudolf Barshai, Uri Segal, Yoav Talmi, Shlomo Mintz, Philippe Entremont (Chefdirigent 1995–1998, später Ehrendirigent), Salvador Mas i Conde (1998–2001), Noam Sheriff (2002–2005), Gil Shohat (2005–2008), Roberto Paternostro (2008–2013), erneut Yoav Talmi (2013–2014) sowie Ariel Zuckermann (2015–2023). Im April 2024 wurde Ruben Gazarian zum musikalischen Leiter ernannt.

## Repertoire
Das Repertoire des Orchesters reicht von barocker bis zu zeitgenössischer Musik. Elizabeth Wallfisch wurde 2009 zum Program Director des Barockschwerpunkts ernannt. Werke der Wiener Klassik finden sich ebenso regelmäßig in den Programmen des ICO wie Uraufführungen von Werken israelischer Komponisten.
Das ICO gestaltet jährlich Konzertzyklen für ein junges Publikum. „For the Entire Family“ wird von Kindern, Jugendlichen und Kritikern gleichermaßen gut aufgenommen.

## Internationale Konzerttätigkeit
Konzerttourneen führten das Israel Chamber Orchestra in mehrere mitteleuropäische Länder, Nord- und Südamerika und in den Fernen Osten. Gastspiele bei Festivals in Salzburg, Athen, Sofia, Helsinki, anderen europäischen Hauptstädten, Istanbul, Pompeji sowie Hong Kong brachten dem Kammerorchester den Ruf, eines der besten seiner Art zu sein.
2010 fanden unter der Leitung von Roberto Paternostro Konzerte in Deutschland (Stuttgart, Köln), Österreich (Internationales Haydnfestival Eisenstadt, Brucknerfest Linz) und CD-Aufnahmen in Wien statt. Solisten wie Elena Bashkirova treten erstmals mit dem ICO in Europa auf.
Am 27. Juli 2011 spielte das Israel Chamber Orchestra als erstes israelisches Orchester überhaupt von Richard Wagner komponierte Musik in Bayreuth (Richard Wagner gilt als Antisemit und Lieblingskomponist Hitlers). Das Projekt, das unter Schirmherrschaft von Katharina Wagner stand, wurde im Vorfeld in Israel kontrovers und intensiv diskutiert.
Vom 12. bis 18. September 2013 spielte das ICO in der oberösterreichischen Landeshauptstadt Linz mit einem großen Erfolg unter der Leitung des Dirigenten Martin Sieghart die Oper Der Schatzgräber von Franz Schreker in der Bearbeitung von Werner Steinmetz, ein Projekt von EntArteOpera in der ehemaligen Linzer Tabakfabrik in einer Inszenierung von Philipp Harnoncourt, Ausstattung und Organisation von Susanne Thomasberger.
Am 17. Oktober 2013 gastierte das Ensemble im Theater an der Wien und brachte Viktor Ullmanns im KZ komponiertes Spiel Der Kaiser von Atlantis zur konzertanten Aufführung. Es dirigierte Roberto Paternostro, es sangen Çiğdem Soyarslan, Ann-Beth Solvang, Nikolay Borchev, Lars Woldt und Johannes Chum.
Vom 10. bis 16. September 2014 gastierte das Israel Chamber Orchestra beim Brucknerfest in Linz, wo es in der ehemaligen Tabakfabrik unter dem Dirigenten Martin Sieghart die Oper Ulenspiegel von Walter Braunfels in der Bearbeitung von Werner Steinmetz spielte.

## Dirigenten, Solisten, Chöre
Das ICO konzertierte mit zahlreichen namhaften Solisten und Dirigenten, darunter Mstislav Rostropovich, Vladimir Ashkenazy, Isaac Stern, Itzhak Perlman, Pinchas Zukerman, Shlomo Mintz, Yefim Bronfman, Luciano Berio, Krzysztof Penderecki, Christoph Eschenbach, Nicholas Kraemer, Yoel Levi, Jean-Pierre Rampal, Paul Tortelier, Heinrich Schiff, Heinz Holliger, Sergiu Comissiona, Claude Frank, Frieder Bernius, Michel Corboz, David Shallon, Tabea Zimmermann, Tamás Vásáry, Salvatore Accardo, Martin Sieghart und Armin Jordan.
Internationale Chöre, die mit dem Israel Chamber Orchestra auftraten, waren bisher die Wiener Sängerknaben, der Tölzer Knabenchor, der Prager Kammerchor, The Brigham Young University Choir, das Ensemble Vocal de Lausanne, der Kammerchor Stuttgart, der Gulbenkian Choir, The Netherlands Chamber Choir und andere.

## CD-Einspielungen
CD-Aufnahmen erfolgten für die Labels Chandos, Musicmasters, Koch, Teldec und Gramola.

## Rezension
„The sound of the orchestra was enriched, strong but not aggressive or irritating. […] the driving playing of the orchestra led by the conductor Roberto Paternostro was remarkable. It seems that interaction between the Italian-Viennese conductor and the orchestra is very successful. […] In general, it was one of the best concerts of the Israel Chamber Orchestra in recent years.“